# 弘晥
弘晥（1724年11月6日—1775年5月29日），清朝宗室，康熙帝之孙，理密親王允礽第十二子（最小的儿子），生母為程世福之女側福晉程佳氏。

## 生平
雍正二年（1724年）九月二十一日丑时出生，幼年與永璥及弘㬙一起被雍正帝养育宫中。乾隆三年十一月（1738年）受封為奉恩輔國公，官至宗人府右宗正、镶黄旗蒙古副都统。乾隆四十年（1775年）五月初一寅时去世，虛齡五十二岁。

## 家庭
妻妾
- 嫡福晉侯佳氏，侯文玉之女。
- 側福晉王氏，三等护卫厄尔达色之女
- 庶福晉周氏，典卫额尔珂之女。

子
- 长子永川
- 次子永浩，不入八分辅国公